# Dilson Díaz
Dilson Díaz (Medellín, 20 de enero de 1970) es un músico de rock colombiano, líder de la banda La Pestilencia.

## Trayectoria
Dilson fue un miembro activo de la banda colombiana Masacre. Tocó el bajo y diseñó los álbumes "Sacro" y "Muerte Verdadera Muerte".
Dilson creció en "Campo Valdez", un barrio de la ciudad de Medellín. Debido a la violencia generada por el tráfico de drogas y los sicarios perdió alrededor del 70% de sus amigos de la infancia cuando fueron asesinados.